# Hans-Günter Ottenberg
Hans-Günter Ottenberg (* 2. März 1947 in Niederbobritzsch, Sachsen) ist ein deutscher Musikwissenschaftler und Hochschullehrer.

## Leben
Ottenberg studierte ab 1965 Musikerziehung und Germanistik an der Universität Rostock und ab 1967 Musikwissenschaft an der Humboldt-Universität Berlin. Er promovierte 1972 an der Humboldt-Universität und wurde im selben Jahr wissenschaftlicher Mitarbeiter an der Konzerthalle Carl Philipp Emanuel Bach Frankfurt (Oder). Von 1978 bis 1991 war Ottenberg als Oberassistent an der Sektion Philosophie und Kulturwissenschaften, der späteren Fakultät Geistes- und Sozialwissenschaften der Technischen Universität Dresden, tätig und habilitierte sich 1991 an der Universität Halle-Wittenberg.
Im Jahr 1993 wurde er als Professor und Lehrstuhlinhaber für Musikwissenschaft an das Institut für Kunst- und Musikwissenschaft der TU Dresden berufen.

## Werke (Auswahl)
als Autor
- Die Entwicklung des theoretisch-ästhetischen Denkens innerhalb der Berliner Musikkultur von den Anfängen der Aufklärung bis Reichardt. Deutscher Verlag für Musik, Leipzig 1978 (zugl. Dissertation, Universität Berlin 1972).
- Carl Philipp Emanuel Bach. 2. Aufl. Reclam, Leipzig 1982, ISBN 3-379-00224-0.
- Untersuchungen zur sozialen Stellung des Musikers, zur kompositorischen Produktion und Distribution in der zweiten Hälfte des 18. Jahrhunderts unter besonderer Berücksichtigung des Werkes von Carl Philipp Emanuel Bach (1714–1788). Habilitationsschrift, Universität Halle 1990 (2 Bde.).
- Carl Philipp Emanuel Bach – Spurensuche. Leben und Werk in Selbstzeugnissen und Dokumenten seiner Zeitgenossen. Seemann Verlag, Leipzig 1994.

als Herausgeber
- Der Critische Musicus an der Spree. Berliner Musikschrifttum von 1748 bis 1799. Eine Dokumentation, Reclam (Kunstwissenschaften) Leipzig 1984.
- Johann Wolfgang von Goethe – Carl Friedrich Zelter. Briefwechsel; eine Auswahl. Reclam, Leipzig 1987, ISBN 3-379-00092-2.
- Carl Philipp Emanuel Bach als Lehrer. Die Verbreitung der Musik Carl Philipp Emanuel Bachs in England und Skandinavien. Musikgesellschaft „C. P. E. Bach“, Frankfurt/Oder 2005, ISBN 3-00-015134-6.